# Амитивилл
Амитивилл (англ. Amityville) ― населённый пункт в городе Бабилон, округ Саффолк, штат Нью-Йорк. По данным переписи 2010 года, численность населения составляла 9523 человека.

## История
Жители Хантингтона впервые посетили район Амитивилла в 1653 году, их привлекло его расположение рядом с источником травянистого растения Spartina patens, которое использовалось в качестве корма для животных. Вождь Вайанданч выдал первый акт на землю в Амитивилле в 1658 году.
Деревня была официально зарегистрирована 3 марта 1894 года. В начале 1900-х годов Амитивилл был популярным туристическим местом с большими отелями на берегу залива и большими особняками. Энни Оукли, как говорили, была частым гостем Фреда Стоуна. У Уилла Роджерса был дом через бульвар Клокс от Стоуна. У гангстера Аль Капоне тоже был особняк в Амитивилле. Побратимом Амитивилла является коммуна Ле-Бурже во Франции с 1979 года.

### Ужас Амитивилла

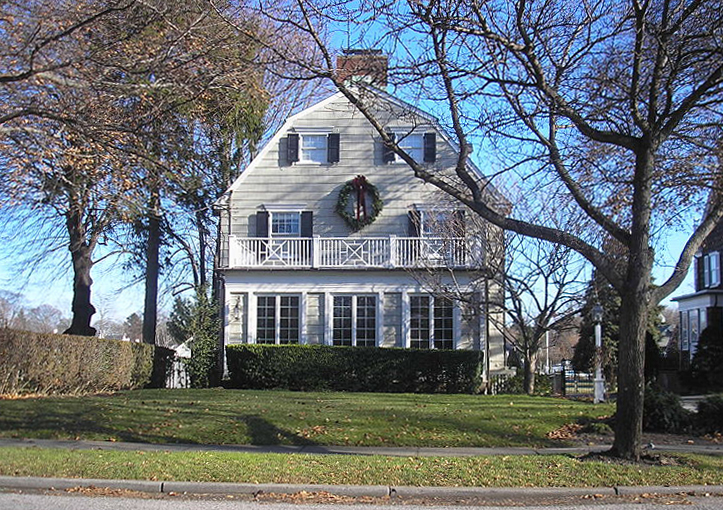
Дом на Оушен-авеню, 112 в декабре 2005 года.

Амитивилл является местом действия книги Джея Энсона «Ужас Амитивилля», которая была опубликована в 1977 году и была экранизирована в серию фильмов, снятых в период с 1979 по 2018 год. Книга основана на реальном деле об убийстве в Амитивилле, которое произошло в ноябре 1974 года, когда Рональд Дефео-младший застрелил всех шестерых членов своей семьи на Оушен-авеню, 112. В декабре 1975 года в дом переехали новые жители: семья Джорджа и Кэти Лутц. Через двадцать восемь дней они покинули дом, заявив, что были запуганы различными паранормальными явлениями в доме.
Дом, описанный в романе, все еще существует. Он был отремонтирован, а адрес дома был изменен, чтобы отбить охоту у туристов посещать его. Построенный в голландском стиле эпохи колониального возрождения в 1927 году, дом был выставлен на продажу в мае 2010 года за 1,15 миллиона долларов и продан в сентябре за 950 000 долларов.

## География
По данным Бюро переписи населения США, общая площадь деревни составляет 2,5 квадратных мили (6,5 км2), из которых 2,1 квадратных мили (5,4 км2) ― земля, а 0,4 квадратных мили (1,0 км2) ― вода. Общая площадь составляет 15,38% воды.

## Достопримечательности

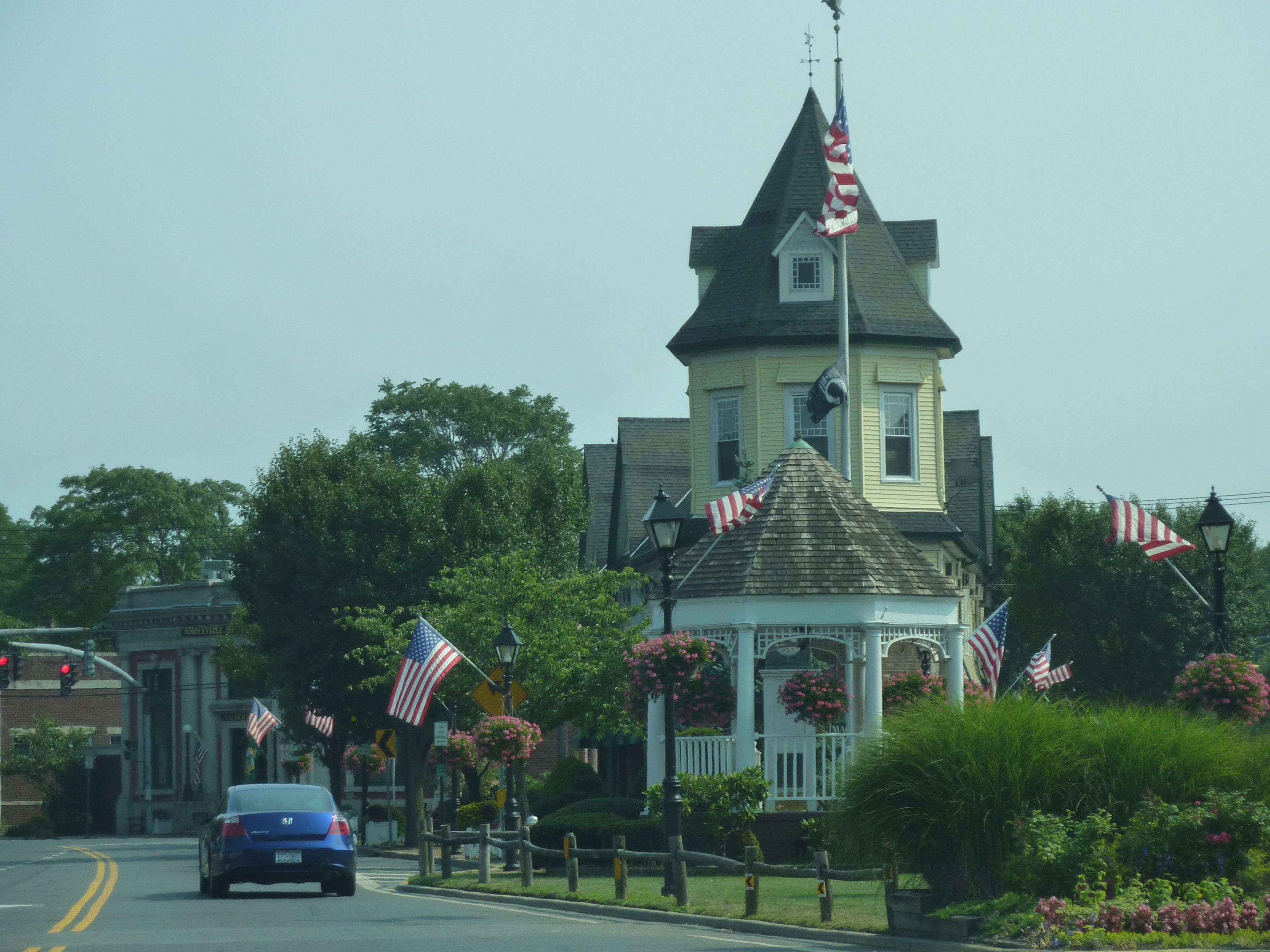
Треугольник в центре Амитивилла

- Развилка Бродвея и Парк-авеню вместе с Айрленд-Плейс создают треугольный участок земли в центре деревни, который местные жители назвали «Треугольник». Треугольное здание было построено в 1892 году, в том же году, когда открылась Айрленд-Плейс. До 1988 года была пристроена беседка. В 1994 году «Треугольник» был официально назван «Мемориальным треугольником» в память обо всех, кто служил деревне[4].
- Музей Лаудера расположен на углу Бродвея и Айрленд-Плейс, чуть южнее «Треугольника». Историческое здание было построено для размещения в нем банка Амитивилла в 1909 году. Историческое общество Амитивилла открыло музей Лаудера в 1972 году[4].
- Корты Майка Джеймса в Болден-Мак-Парке
- Пляж Амитивилла
- Песчаный остров ― остров в Большом Южном заливе, расположенный к югу от пляжа Амитивилл, куда можно добраться только на лодке.

## Демография
По данным переписи населения 2010 года, в деревне проживало 9 523 человека и 3 107 домашних хозяйств, при этом на каждое домашнее хозяйство приходилось 2,61 человека. Плотность населения составляла 4506,9 человек на квадратную милю.
Расовый состав деревни составлял 81,7% белых, 9,7% афроамериканцев, 0,3% коренных американцев, 1,8% азиатов, 0,0% жителей Тихоокеанских островов, 4,1% представителей других рас и 2,5% представителей двух или более рас. Испанцы или латиноамериканцы составляли 13,1% населения.

## Известные жители
- Алек Болдуин ― киноактер.
- Кристин Белфорд ― киноактриса.
- De La Soul ― хип-хоп-трио.
- Бенджамин Бриттен ― композитор, дирижёр и пианист.
- Кевин Ричард Крегель ― астронавт НАСА.
- Дэвид Торн ― композитор и гитарист.